# El Parral (Ávila)
El Parral ist ein Ort und eine zentralspanische Gemeinde (municipio) mit 62 Einwohnern (Stand: 2024) in der Provinz Ávila in der Autonomen Region Kastilien-León. 

## Lage
El Parral sich in den nördlichen Ausläufern der Sierra de Gredos gut 27 Kilometer westnordwestlich von Ávila in einer Höhe von 1050 m. Das Klima im Winter ist kühl, im Sommer dagegen trotz der Höhenlage durchaus warm; der Regen (570 mm/Jahr) fällt – mit Ausnahme der nahezu regenlosen Sommermonate – verteilt übers ganze Jahr.

## Bevölkerungsentwicklung
| Jahr      | 1970 | 1981 | 1991 | 2001 | 2011 | 2021 |
| Einwohner | 194  | 180  | 121  | 128  | 106  | 70   |

## Sehenswürdigkeiten
- Kreuzkirche (Iglesia de Santa Cruz)

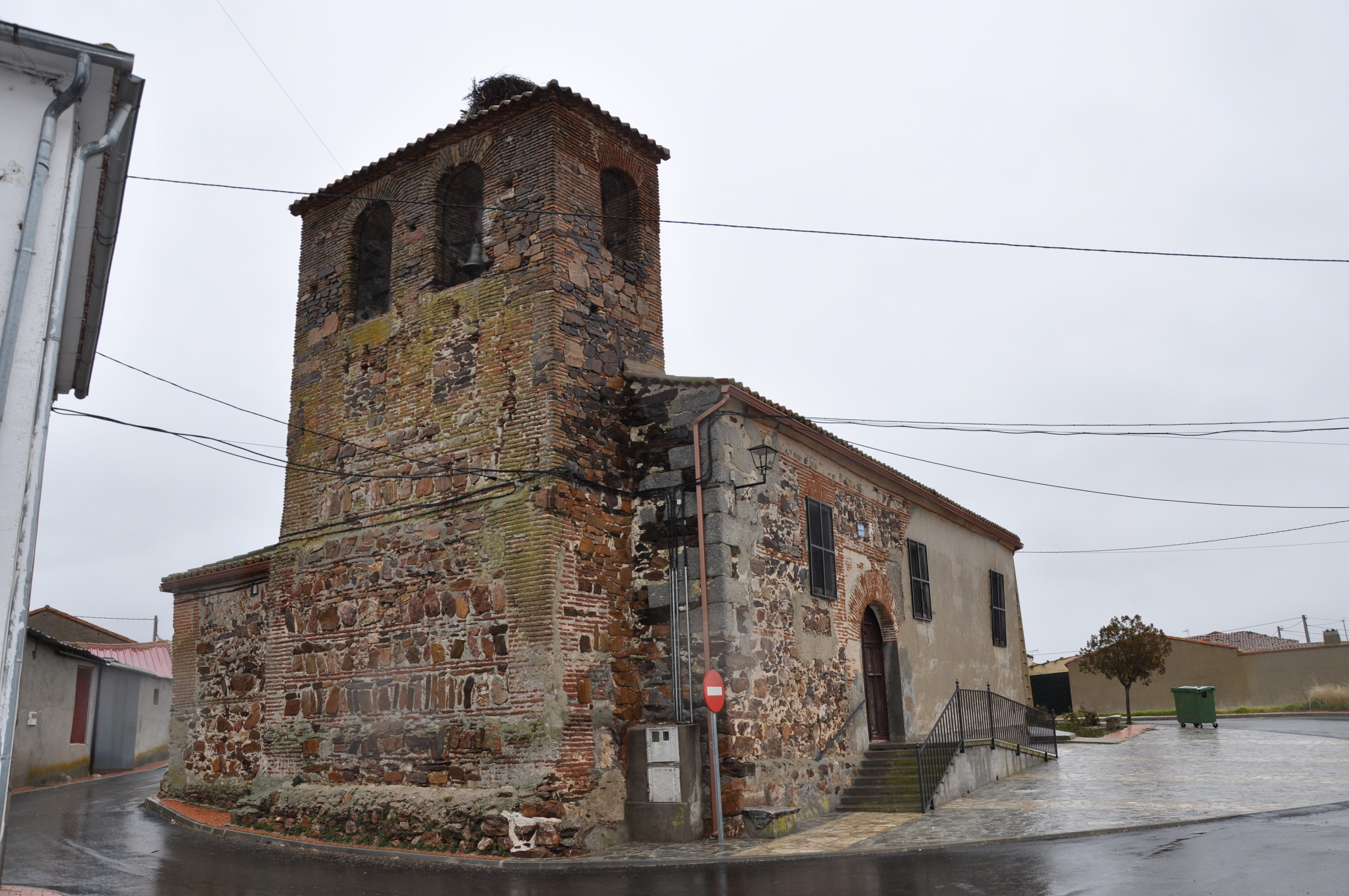
Sebastianuskirche
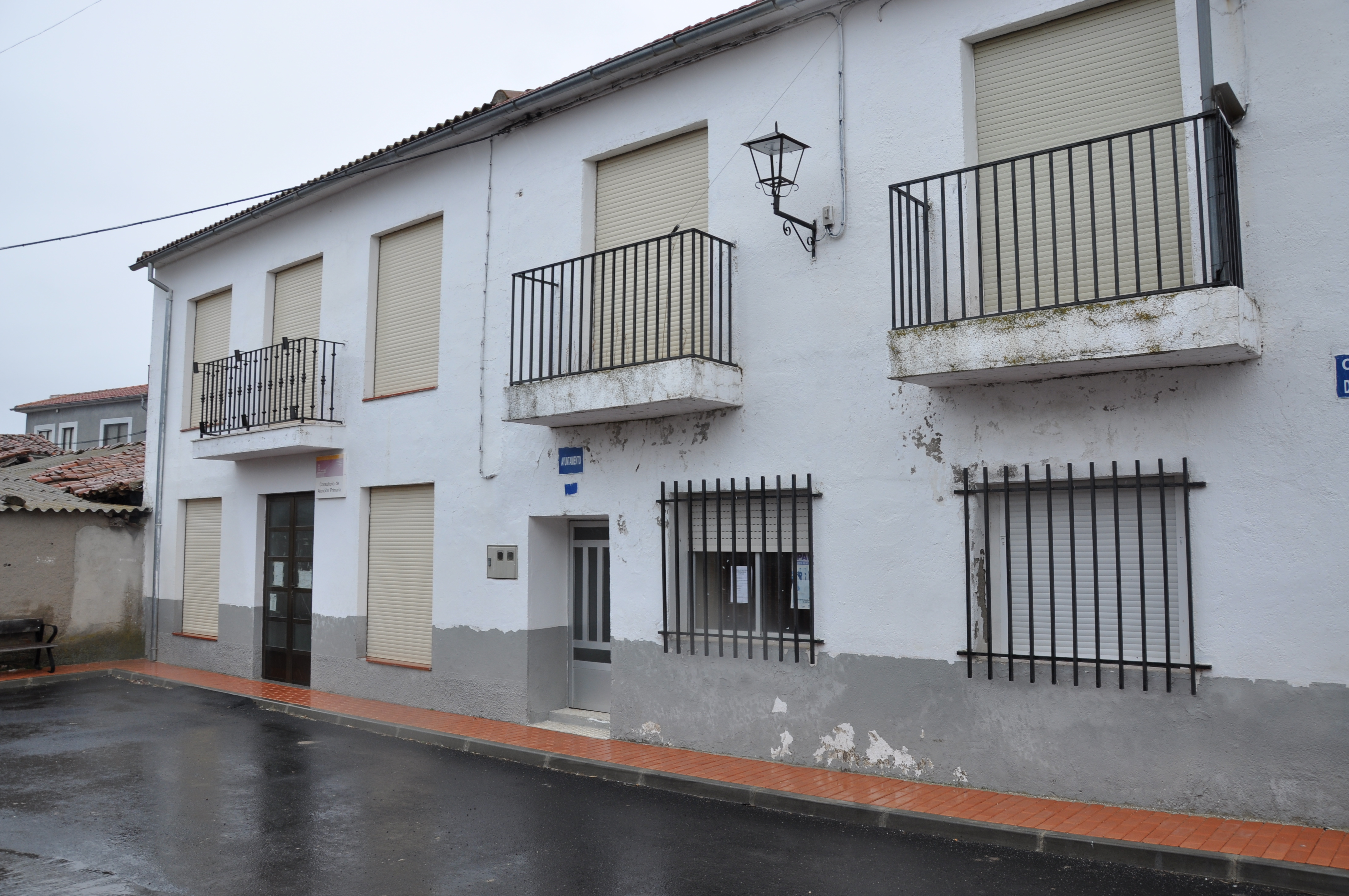
Rathaus